# Liste der Monuments historiques in Fourquevaux
Die Liste der Monuments historiques in Fourquevaux führt die Monuments historiques in der französischen Gemeinde Fourquevaux auf.

## Liste der Bauwerke
| Bezeichnung | Beschreibung | Standort | Kennzeichnung | Schutzstatus   | Datum | Bild           |
| ----------- | ------------ | -------- | ------------- | -------------- | ----- | -------------- |
| Schloss     |              | (Lage)   | PA00094333    | Classé Inscrit | 1979  | weitere Bilder |